# Cyclocephala niguasa
Cyclocephala niguasa är en skalbaggsart som beskrevs av Roger Paul Dechambre och Endrodi 1984. Cyclocephala niguasa ingår i släktet Cyclocephala och familjen Dynastidae. Inga underarter finns listade i Catalogue of Life.